# HD 7199
HD 7199 é uma estrela na constelação de Tucana. Com uma magnitude aparente visual de 8,03, é invisível a olho nu. De acordo com sua paralaxe anual, do segundo lançamento do catálogo Gaia, está localizada a uma distância de 118 anos-luz (36 parsecs) da Terra. Sua magnitude absoluta visual é 5,29.
Esta estrela é classificada como uma subgigante de classe K com um tipo espectral de K1IV, indicando que é mais luminosa que uma estrela da sequência principal de mesma temperatura. Sua massa é estimada em 93% da massa solar e seu raio em 99% do raio solar. Sua fotosfera está brilhando com 72% da luminosidade solar e tem uma temperatura efetiva de 5 357 K. HD 7199 é uma estrela ativa e apresenta um ciclo magnético com período de mais de 7 anos, semelhante ao ciclo solar.
Em 2011, foi publicada a descoberta de um planeta extrassolar de longo período orbitando HD 7199. Esse objeto tem uma massa mínima de 0,29 massa de Júpiter (comparável à massa de Saturno) e foi detectado por espectroscopia Doppler a partir de medições precisas da velocidade radial da estrela pelo espectrógrafo HARPS, após correções para anular variações causadas pelo ciclo da estrela.
| Planeta | Massa             | Semieixo maior (UA) | Período orbital (dias) | Excentricidade  |
| ------- | ----------------- | ------------------- | ---------------------- | --------------- |
| b       | >0,290 ± 0,023 M⊕ | 1,36 ± 0,02         | 615 ± 7                | 0,19+0,19 −0,13 |